# Little Man
„Little Man” este un cântec de Sia. Acesta a fost lansat în Regatul Unit și Irlanda în septembrie 2000 ca cel de-al doilea single de pe albumul ei, Healing Is Difficult (2001). „Little Man” a fost remixat de artistul de garaj britanic Wookie (sub porecla Examen) și a fost un hit de club popular în 2000.
Într-un interviu în 2014, Sia a povestit despre admirarea ei pentru regretata cântăreață Amy Winehouse și a spus că Amy a preluat cântecul la Chateau Marmont Hotel și i-a spus Siei „Este una dintre cântecele mele preferate”.
„Little Man” este stabilit în cheia E minor.

## Lista pieselor
- CD 1[4]

1. „Little Man” (2002 Mix) – 3:22
2. „Little Man” (Exemen Works) – 5:01
3. „Little Man” (Exemen Dub) – 5:02
4. „Little Man” (Sean's Brother Works) – 4:51

- CD 2[5]

1. „Little Man” (2002 Mix) – 3:22
2. „Little Man” (Sam's Original Demo) – 4:26
3. „Enhanced Video”

## Versiuni preluări
- Amy Winehouse
- Delilah, în 2001.[6]
- Rukhsana Merrise în 2014 la festivalul „More Music, Less Noise”.[7]

## Clasamente
„Little Man” a debutat și s-a poziționat în Regatul Unit la numărul 82 în săptămâna de începere 30 septembrie 2000.
| Clasament (2000)                | Poziție maximă |
| ------------------------------- | -------------- |
| Regatul Unit (UK Singles Chart) | 82             |